# アラン・デイル
アラン・デイル（Alan Dale、1947年5月6日 - ）は、ニュージーランド出身の俳優、声優である。

## 来歴
1947年にニュージーランドのオタゴ地方ダニーデンに生まれる。6人兄弟の貧しい家庭だった。しばらくニュージーランドで育ち、両親がオークランドを拠点とするアマチュア劇団『The Little Dolphin Theatre』の創設メンバーとなったことから、デイル自身も次第に舞台に慣れ親しむようになる。しばらく役者になるまでは、車のセールスマン、不動産仲介業者、牛乳の配達人など様々な職に就いた。そして27歳の時にたまたま地元ラジオ局のラジオ番組を聞き、ディスクジョッキーのあまりの酷さに直接ラジオ局へ出向き、ラジオ局のマネージャーに自分の方がもっとうまく出来ると直談判。それがきっかけで、トライアル期間を経て、昼間の番組を担当するようになる。その後、テレビへも出演したことで、本格的に役者を目指すようになった。
それからはオークランドにおいて舞台へ出演したり、テレビドラマなどへ出演するが、ニュージーランド国内ではなかなか仕事の幅も広がらず、32歳の時にオーストラリアへ移住。オーストラリア国立演劇学院へ進学の申請をするも年齢的な問題で入学できなかったが、役者の活動を諦めずにオーストラリア国内で放送されていたソープオペラの『The Young Doctors』へ出演チャンスを掴んだ。1985年には『Neighbours』というタイトルのソープ・オペラへも出演して、徐々に国内における知名度が上がっていく。同ドラマには自身のキャラクターが物語内で殺されるまでの1993年まで出演した。それ以降、タイプキャスト的なイメージが障壁となり仕事にありつけずに悩む時期もあったが、1999年にオーストラリアでロケ撮影されたテレビ映画『First Daughter』への出演がきっかけに、デイルはアメリカへ移住を決意する。渡米後はすぐに仕事があったわけでもなかったため、演劇クラスを専攻した時期もあった（当時52歳）。
アメリカ国内で徐々に名を知られるきっかけとなったのは、マイケル・クライトン原作の医療ドラマ『ER緊急救命室』。同ドラマへの出演がきっかけで、アメリカ国内においても役者としての仕事が多く舞い込むようになった。近年では日本でも放送されている数多くの海外ドラマへ出演し、現在では役者としての地位を確立している。映画においてもスティーヴン・スピルバーグが久々にメガホンを取った人気シリーズの続編『インディ・ジョーンズ/クリスタル・スカルの王国』やデヴィッド・フィンチャー監督の『ドラゴン・タトゥーの女』などへも出演するなど、幅広い分野で活躍する俳優である。また、多くのテレビゲームに声優としても参加した。

## フィルモグラフィ

### 映画
| 年   | 日本語題 原題                                                                                    | 役名                   | 備考       |
| ---- | ------------------------------------------------------------------------------------------------ | ---------------------- | ---------- |
| 1982 | The Applicant                                                                                    |                        |            |
| 1988 | フロンティアーズ/再会の大地 The Far Country                                                      | デイヴ・マーシャル     | テレビ映画 |
| 1989 | Houseboat Horror                                                                                 | エヴァンス             | ビデオ映画 |
| 1999 | エイリアン・カーゴ Alien Cargo                                                                   |                        | テレビ映画 |
| 1999 | バーティカル・クライシス First Daughter                                                          | デイリー               | テレビ映画 |
| 2002 | ネメシス/S.T.X Nemesis: S.T.X                                                                    | ハイレン法務官         |            |
| 2003 | エックス・チーム The Extreme Team                                                                | Richard Knowles        |            |
| 2003 | ハリウッド的殺人事件 Hollywood Homicide                                                          | Commander Preston      |            |
| 2003 | Rent Control                                                                                     | ジョージ               | テレビ映画 |
| 2004 | ダイヤモンド・イン・パラダイス After the Sunset                                                  | 警備責任者             |            |
| 2008 | インディ・ジョーンズ/クリスタル・スカルの王国 Indiana Jones and the Kingdom of the Crystal Skull | ロス将軍               |            |
| 2010 | ダーク・フェアリー Don't Be Afraid of the Dark                                                   | チャールズ・ジャコビー |            |
| 2011 | 私だけのハッピー・エンディング A Little Bit of Heaven                                            | サンダース             |            |
| 2011 | プリースト Priest                                                                                | チェンバレン修道士     |            |
| 2011 | グランド・クロス ドゥームズデイ・プロフェシー Doomsday Prophecy                                  |                        | テレビ映画 |
| 2011 | Happy New Year                                                                                   |                        |            |
| 2011 | ドラゴン・タトゥーの女 The Girl with the Dragon Tattoo                                           | イサクソン刑事         |            |
| 2012 | Beauty and the Beast                                                                             |                        | テレビ映画 |
| 2013 | Once Upon a Time: The Price of Magic                                                             | ナレーター             | テレビ映画 |
| 2014 | キャプテン・アメリカ/ウィンター・ソルジャー Captain America: The Winter Soldier                  | ロックウェル議員       |            |

### テレビドラマ
| 年           | 日本語題 原題                                                        | 役名                                | 備考                                                           |
| ------------ | -------------------------------------------------------------------- | ----------------------------------- | -------------------------------------------------------------- |
| 1979-1983    | The Young Doctors                                                    |                                     | 計10話出演                                                     |
| 1985-1993    | Neighbours                                                           |                                     | 計911話出演                                                    |
| 1994         | タイム・トラックス Time Trax                                         |                                     | 第2シーズン第21話「The Crash」                                 |
| 1995         | 宇宙の法則 Space: Above and Beyond                                   |                                     | 第1シーズン第1話「Pilot」                                      |
| 1997-1998    | State Coroner                                                        |                                     | 計8話出演                                                      |
| 2000         | ロスト・ワールド The Lost World                                      |                                     | 第1シーズン第20話「The Chosen One」                            |
| 2000-2001    | ER緊急救命室 ER                                                      | Al Patterson                        | 計3話出演                                                      |
| 2001         | ローン・ガンメン The Lone Gunmen                                     |                                     | 第3話「意外な事実」                                            |
| 2002         | Xファイル X-File                                                     |                                     | 計4話出演                                                      |
| 2002         | アメリカン・ドリームズ American Dreams                               |                                     | 第1シーズン第6話「Soldier Boy」                                |
| 2002         | ザ・プラクティス ボストン弁護士ファイル The Practice                 |                                     | 計2話出演                                                      |
| 2002-2003    | ザ・ホワイトハウス The West Wing                                     |                                     | 計2話出演                                                      |
| 2002-2003    | 24 -TWENTY FOUR- 24                                                  | ジム・プレスコット                  | 計8話出演                                                      |
| 2003         | 犯罪捜査官ネイビーファイル JAG                                       | トーマス・モロー                    | 計2話出演                                                      |
| 2003         | CSI:マイアミ CSI: Miami                                              |                                     | 第2シーズン第1話「南米の極悪人」                               |
| 2003-2013    | NCIS 〜ネイビー犯罪捜査班 NCIS: Naval Criminal Investigative Service |                                     | 計12話出演                                                     |
| 2003-2005    | The O.C.                                                             | ケイレブ・ニコール                  | 計35話出演                                                     |
| 2004         | 女検死医ジョーダン Crossing Jordan                                   |                                     | 第3シーズン第2話「Slam Dunk」                                  |
| 2005         | E-Ring                                                               |                                     | 計3話出演                                                      |
| 2006-2007    | アグリー・ベティ Ugly Betty                                          | ブラッドフォード・ミード            | 計33話出演                                                     |
| 2006-2010    | LOST Lost                                                            | チャールズ・ウィドモア              | 計17話出演                                                     |
| 2008         | Midnight Man                                                         |                                     | 計2話出演                                                      |
| 2008         | Sea Patrol                                                           |                                     | 計6話出演                                                      |
| 2008         | 秘密情報部トーチウッド Torchwood                                     |                                     | 第2シーズン第6話「リセット」                                   |
| 2008-2011    | アントラージュ★オレたちのハリウッド Entourage                        | ジョン・エリス                      | 計5話出演                                                      |
| 2009         | Flight of the Conchords                                              |                                     | 第2シーズン第3話「Tough Brets」                                |
| 2009         | LAW & ORDER:性犯罪特捜班 Law & Order: Special Victims Unit           |                                     | 第10シーズン第21話「想定外」                                   |
| 2010         | Important Things with Demetri Martin                                 |                                     | 第2シーズン第1話「Attention」                                  |
| 2010         | バーン・ノーティス 元スパイの逆襲 Burn Notice                        |                                     | 第4シーズン第6話「スパイ VS 泥棒」                             |
| 2010-2011    | アンダーカバー Undercovers                                           |                                     | 計3話出演 計2話声の出演（クレジット無し）                      |
| 2011         | カリフォルニケーション ある小説家のモテすぎる日常 Californication    |                                     | 第4シーズン第7話「ホール・イン・ワン」                         |
| 2011         | PERSON of INTEREST 犯罪予知ユニット Person of Interest               | ウルリッヒ・コール                  | 第1シーズン第8話「敵」                                         |
| 2011-2012    | THE KILLING 〜闇に眠る美少女 The Killing                             | イートン上院議員                    | 計5話出演                                                      |
| 2011-2013    | ワンス・アポン・ア・タイム Once Upon a Time                          | ジョージ王 / アルバート・スペンサー | 計8話出演                                                      |
| 2012         | House of Lies                                                        |                                     | 第1シーズン第3話「Microphallus」                               |
| 2012         | Unsupervised                                                         | シド                                | 声の出演 第1シーズン第9話「Jesse Judge Lawncare Incorporated」 |
| 2012-2013    | Hot in Cleveland                                                     | エメット                            | 計8話出演                                                      |
| 2013         | ボディ・オブ・プルーフ 死体の証言 Body of Proof                      |                                     | 第3シーズン第3話「眠れる刃」                                   |
| 2017-present | ダイナスティ Dynasty                                                 | ジョセフ・アンダーソン              | 全話                                                           |

### テレビゲーム
- X-Men: Next Dimension (2002)
- エバークエスト2 EverQuest II (2004)
- 龍が如く (2005)
- 24: The Game (2006)
- マスエフェクト3 Mass Effect 3 (2012)